# Speedy Smith
Kenneth Jerome "Speedy" Smith Jr. (San Petersburgo, Florida, 28 de enero de 1993) es un baloncestista estadounidense que pertenece a la plantilla de Türk Telekom B.K. de la Basketbol Süper Ligi. Con 1,91 metros de estatura, juega en las posiciones de base o escolta.

## Trayectoria deportiva

### Universidad
Jugó durante cuatro temporadas con los Bulldogs de la Universidad Tecnológica de Luisiana, en las que promedió 6,4 puntos, 4,0 rebotes, 7,4 asistencias y 1,9 robos de balón por partido. En 2013 fue incluido en los mejores quintatos tanto absoluto como defensivo de la Western Athletic Conference, algo que repetiría los dos años siguientes ya en la Conference USA, siendo además elegido en su última temporada Jugador del Año.

### Profesional
Tras no ser elegido en el Draft de la NBA de 2015, el 11 de agosto fichó por el VEF Riga de la Liga de Letonia, pero únicamente disputó 13 partidos, en los que promedió 3,1 puntos y 4,5 asistencias, siendo despedido el 24 de noviembre.
El 6 de enero de 2016 fichó por Los Angeles D-Fenders de la NBA D-League, donde acabó la temporada promediando 2,9 puntos y 2,5 asistencias por partido.
El 12 de diciembre de 2020, firma por el Limoges CSP de la Ligue Nationale de Basket-ball para cubrir la baja de DeMarcus Nelson.
El 19 de septiembre de 2021, firma por el BC Rytas de la LKL.
En la temporada 2022-23, firma por el Hapoel Jerusalem B.C. de la Ligat Winner.
El 7 de noviembre de 2024 firmó con el Türk Telekom B.K. de la Basketbol Süper Ligi turca.